# Aleksandr Béresh
Aleksandr Béresh (también escrito Alexander Beresh; Pervomaisk, Ucrania, 12 de octubre de 1977 - Kiev, 29 de febrero de 2004) fue un gimnasta artístico ucraniano, subcampeón olímpico en 2000 en el concurso por equipos, y también subcampeón mundial en 2001 en la prueba de barra horizontal.
Falleció en un accidente de tráfico en Kiev en febrero de 2004.

## Carrera deportiva
En el Mundial celebrado en Lausana (Suiza) en 1997 gana el bronce en barra horizontal, tras el finlandés Jani Tanskanen y el español Jesús Carballo (plata).
En los JJ. OO. de Sídney 2000 consigue la medalla de plata en el concurso por equipos, tras China y por delante de Estados Unidos, siendo sus compañeros de equipo; Valeri Goncharov, Ruslan Mezentsev, Valeri Pereshkura, Olexander Svitlichni y Roman Zozulya. Asimismo consigue el bronce en la competición individual, tras el ruso Alexei Nemov y el chino Yang Wei.
En el Mundial celebrado en Gante (Bélgica) en 2001 gana tres medallas: plata en barra fija —tras el griego Vlasios Maras y empatado a puntos en la plata con el australiano Philippe Rizzo—, bronce en caballo con arcos —tras el rumano Marius Urzica y el chino Xiao Qin— y bronce en la competición por equipos, tras Bielorrusia y Estados Unidos.